# Ratzenried
Ratzenried ist eine Ortschaft der Gemeinde Argenbühl im Landkreis Ravensburg in Baden-Württemberg im Württembergischen Allgäu.

## Geographie

### Lage und Verkehrsanbindung
Ratzenried liegt nordöstlich der Stadt Wangen i. A. an der L 320. Westlich, 3 km entfernt, verläuft die A 96. Nordwestlich, etwas weiter entfernt, liegt das 110,9 ha große Naturschutzgebiet Arrisrieder Moos. Westlich und nördlich fließt die Untere Argen.
Der ehemalige Bahnhof Ratzenried liegt einige Kilometer westlich des Ortes an der Bahnstrecke Kißlegg–Hergatz.

### Ortsteile
Zum Gemeindeteil Ratzenried gehören neben dem Dorf Ratzenried die Weiler Alperts, Artisberg, Berfallen, Berg, Buchen, Hochstetten, Mittelried, Neumühle, Reute, Schwenden, Sechshöf, Tal, Weihers und Zimmerberg, die Höfe Ansberg, Argenmühle, Burkhardts, Eggen, Knobel, Kögelegg, Oberried, Ortmann, Rehmen und Vallerey und das Haus Platz.

## Geschichte
Am 1. Januar 1972 bildete Ratzenried zusammen mit fünf weiteren Gemeinden die neue Gemeinde Argenbühl.

## Persönlichkeiten
- Benedikt Welte (1805–1885), katholischer Alttestamentler, geboren in Ratzenried
- Maria von Beroldingen (1853–1942), Malerin, geboren und gestorben in Ratzenried
- Melanie Leupolz (* 1994), Fußballnationalspielerin, aufgewachsen in Ratzenried

## Sehenswürdigkeiten
- Ruine Ratzenried
- Heilsame Linde – alte Linde mit 9,5 Meter Stammumfang[3]
- St. Georg (Ratzenried)
- Schloss Ratzenried

## Trivia
- Die Schwobarock-Band Grachmusikoff veröffentlichte 1990 den Dialekt-Song Ratzariader Schenkelbatscher (hdt. etwa Ratzenrieder Schenkelklopfer), dessen Text zu einem Großteil aus aneinander gereihten Ortsnamen in Schwaben besteht.[4]